# World Rugby Nations Cup 2017
La World Rugby Nations Cup 2017 fu la 12ª edizione della Nations Cup, competizione internazionale organizzata da World Rugby al fine di favorire la crescita delle federazioni di secondo livello tramite l'incontro con le nazionali "A" di quelle di primo livello.
Si svolse tra il 10 e il 18 giugno 2017 a Montevideo in Uruguay.
Il torneo per la prima volta sbarcò nelle Americhe dopo 11 edizioni europee, quella inaugurale in Portogallo e le 10 successive in Romania: quest'ultimo Paese, infatti, uscì dalla competizione dopo che la propria nazionale maggiore fu inserita da World Rugby nel ciclo dei tour internazionali; come nell'edizione precedente, furono 6 le squadre che presero parte al torneo.
Le due federazioni con il ranking più alto, Argentina e Italia, non parteciparono con la loro nazionale maggiore ma con la rappresentativa A, rispettivamente chiamate Argentina XV e Italia Emergenti.
Ad aggiudicarsi il trofeo furono i padroni di casa dell'Uruguay, alla loro prima vittoria in tale competizione.

## Formula
Il calendario, pubblicato a dicembre 2016, divise le sei squadre in due gruppi di merito ma all'interno di ogni gruppo le squadre non si sarebbero incontrate tra di loro; ogni squadra, infatti, avrebbe dovuto disputare tre incontri, uno ciascuno contro le tre squadre del gruppo al quale non apparteneva.
La classifica finale sarebbe stata aggregata tra tutte e sei le squadre e la migliore sarebbe stata la vincitrice.
Il punteggio adottato fu quello dell'emisfero sud, quindi 4 punti per la vittoria, 2 per il pareggio, 0 per la sconfitta più gli eventuali bonus per quattro mete realizzate e/o la sconfitta con sette o meno punti di scarto.

## Squadre partecipanti

### Gruppo A
- Argentina A (Argentina XV)
- Namibia
- Uruguay

### Gruppo B
- Italia Emergenti
- Russia
- Spagna

## Risultati

### 1ª giornata
| Arbitro: | Joaquín Montes |

|                |      |                |
| Botha 49’      | mt   | 56’, 64’ Tauli |
| Kotzé 49’      | tr   | 64’ Linklater  |
| Kotzé 40’, 61’ | c.p. | 12’ Linklater  |

| Arbitro: | Vlad Iordăchescu |

|                                                                   |      |                                                                     |
| Gorrissen 2’ Cappiello 11’, 41’ Medrano 51’ Devoto 57’ Gigena 69’ | mt   | 17’, 44’ Simplikevič 32’ Temnov 40’ Uzunov 73’ Michalcov 78’ Krotov |
| Díaz Bonilla 2’, 41’, 57’ Elías 69’                               | tr   | 17’, 32’, 44’ Kušnarëv                                              |
|                                                                   | c.p. | 8’ Kušnarëv                                                         |

| Arbitro: | Kurt Weaver |

|                                   |      |                                          |
| Arata 13’ Cat 43’ Lijtenstein 63’ | mt   | 29’ Buscema 40+2’ Iacobs 66’ Giammarioli |
| Albanell 13’, 43’ Silva 63’       | tr   | 29’, 40+2’ Azzolini 66’ Mantelli         |
| Albanell 22’, 35’ Silva 75’       | c.p. |                                          |

### 2ª giornata
| Arbitro: | Iñigo Atorrasagasti |

|                                                            |      |                                      |
| Klim 28’, 75’ Bothma 51’ Greyling 55’ Kotzé 63’ Wilson 80’ | mt   | 9’ De Santis 15’ Marinaro 39’ Amenta |
| Kotzé 28’, 55’, 63’, 76’                                   | tr   | 15’, 39’ Azzolini                    |
|                                                            | c.p. | 23’ Azzolini                         |

| Arbitro: | Joaquín Montes |

|                                                      |      |              |
| Sábato 1’, 65’ Cuaranta 57’ Cappiello 62’ Bavaro 70’ | mt   | 59’ Contardi |
| Díaz Bonilla 1’ Mare 62’                             | tr   |              |
| Díaz Bonilla 35’ Elías 53’, 66’                      | c.p. |              |

| Arbitro: | Kurt Weaver |

|                                       |      |                                                    |
| Silva 23’, 60’ Arata 40’ Gibernau 44’ | mt   | 5’ Gerasimov 9’ Gricenko 40’ Simplikevič 72’ Rudoj |
| Berchesi 40’, 44’, 60’                | tr   | 5’, 9’, 40’ Kušnarëv                               |
| Berchesi 2’, 55’                      | c.p. |                                                    |
|                                       | drop | 32’ Kušnarëv                                       |

### 3ª giornata
| Arbitro: | Kurt Weaver |

|                      |    |                                                                   |
| Botha 21’ Wilson 60’ | mt | 12’ Simplikevič 17’ Fedotko 28’ tecnica 47’ Artem’ev 50’ Podrezov |
|                      | tr | 17’, 50’ Kušnarëv                                                 |

| Arbitro: | Iñigo Atorrasagasti |

|                          |      |              |
| Cuaranta 4’ Larrague 76’ | mt   | 10’ Minozzi  |
| Díaz Bonilla 4’          | tr   | 10’ Mantelli |
| Díaz Bonilla 23’         | c.p. | 46’ Mantelli |

| Arbitro: | Vlad Iordăchescu |

|                            |      |                         |
| Arata 40’ Leivas 79’       | mt   | 73’ Borrego             |
| Berchesi 40’               | tr   |                         |
| Berchesi 6’, 22’, 29’, 63’ | c.p. | 18’, 43’, 61’ Linklater |

## Classifica combinata
|   | Squadre          | G | V | N | P | PF | PS | P±  | B | PT |
| - | ---------------- | - | - | - | - | -- | -- | --- | - | -- |
| A | Uruguay          | 3 | 3 | 0 | 0 | 86 | 64 | +22 | 1 | 13 |
| B | Russia           | 3 | 2 | 0 | 1 | 99 | 80 | +19 | 4 | 12 |
| A | Argentina A      | 3 | 2 | 0 | 1 | 90 | 54 | +36 | 3 | 11 |
| A | Namibia          | 3 | 1 | 0 | 2 | 61 | 68 | -7  | 2 | 6  |
| B | Spagna           | 3 | 1 | 0 | 2 | 34 | 74 | -40 | 0 | 4  |
| B | Italia Emergenti | 3 | 0 | 0 | 3 | 53 | 83 | -30 | 1 | 1  |